# شيري باجوتو
شيري باجوتو أستاذة في قسم علوم الصحة في جامعة كونيتيكت ومديرة مركز يوكون للصحة ووسائل التواصل الاجتماعي. عالمة سلوكية وأخصائية نفسية إكلينيكية مرخصة، وهي خبيرة في الاستفادة من التكنولوجيا، وخاصة وسائل التواصل الاجتماعي، لتعزيز تغيير السلوك الصحي من خلال البحث المكثف حول مواضيع إدارة السمنة والوقاية من السرطان. هي رئيسة جمعية الطب السلوكي.